# Pidonia luridaria
Pidonia luridaria là một loài bọ cánh cứng trong họ Cerambycidae.